# Глоду-Петкарі
Глоду-Петкарі (рум. Glodu-Petcari) — село у повіті Бузеу в Румунії. Входить до складу комуни Кіліїле.
Село розташоване на відстані 120 км на північ від Бухареста, 37 км на північний захід від Бузеу, 109 км на захід від Галаца, 82 км на схід від Брашова.

## Населення
За даними перепису населення 2002 року у селі проживали 146 осіб, усі — румуни. Усі жителі села рідною мовою назвали румунську.